# 三沢真
三澤 眞（みさわ まこと、1948年1月8日 - ）は日本の国土交通官僚、外交官。国土交通省住宅局長、国土交通省総合政策局長、国土交通審議官、駐パナマ特命全権大使を歴任。

## 人物
1970年東京大学法学部を卒業し、建設省入省。
建設省大臣官房人事課企画官、国土庁長官官房総務課広報室長を経て、1989年建設省大臣官房地方厚生課長、1990年自治省税務局市町村税課長、1992年住宅・都市整備公団企画調整部長、1994年建設省都市局都市総務課長、1999年建設省大臣官房審議官。
2001年国土交通省住宅局長に就任。2002年国土交通省総合政策局長。
国土交通審議官を最後に退官。2005年財団法人不動産適正取引推進機構理事長。2007年駐パナマ特命全権大使に就任。2009年には草の根・人間の安全保障無償資金協力「ブエノス・アイレス保健所救急計画」 の契約を締結した。
2010年三井住友海上火災保険株式会社顧問。2013年東日本建設業保証代表取締役社長。2018年春の叙勲で瑞宝重光章を受章。